# Ferhat Göçer
Ferhat Göçer (* 11. Mai 1970 in Birecik, Şanlıurfa, Türkei) ist ein kurdischstämmiger türkischer Chirurg sowie Popsänger.

## Leben und Karriere
Ferhat Göçer wurde 1970 in Birecik, einer Kreisstadt der Provinz Şanlıurfa, geboren. An der Universität Istanbul nahm Göçer ein Medizinstudium auf. Währenddessen hatte er einen zweijährigen Vertrag bei der Staatsoper in Ankara, den er jedoch auflösen musste, um in Şanlıurfa seine praktische Studienzeit zu absolvieren. Nachdem er sein Studium erfolgreich abgeschlossen hatte, arbeitete er als chirurgisch tätiger Oberarzt in einem Krankenhaus in Istanbul.
Im Jahr 2005 stieg sein Interesse für die türkische Kunst- und Volksmusik und er begann, bekannte Lieder nachzusingen und diese aufzunehmen. Im selben Jahr gründete er das Metropol Senfoni Orchester. Am 27. September 2005 veröffentlichte er sein erstes Album, welches seinen Namen als Titel trug.
Im Jahr 2008 gewann er einen Altın Kelebek Award in der Kategorie Bester Pop-Sänger.
In seiner bisherigen Musiklaufbahn machte er mit zahlreichen Hits wie Cennet, Gül Ki, Götür Beni Gittiğin Yere, Üzüm, Biri Bana Gelsin, Yıllarım Gitti, Düştüm Ben Yollara, Yalnızlığın Ezgisi oder Senin İçin auf sich aufmerksam.

## Diskografie

### Alben
- 2005: Ferhat Göçer
- 2007: Yolun Açık Olsun
- 2008: Çok Sevdim İkimizi
- 2010: Biz Aşkımıza Bakalım
- 2011: Seni Sevmeye Aşığım
- 2013: Kalbe Kiralık Aşklar
- 2015: Sığmıyorsun Geceye ve Zamana
- 2017: Bu Kalp İçinde Teksin
- 2020: Sabahattin Ali Şarkıları (Konzeptalbum)
- 2020: Anadolu Aryaları Vol. 1 (Konzeptalbum)
- 2021: Bana Aşkı Yaşat
- 2022: DüetZ (Konzeptalbum)
- 2022: Anadolu Aryaları Vol. 2 (Konzeptalbum)

### Remix-Alben
- 2008: Çok Sevdim İkimizi & Remixes
- 2012: Koleksiyon 6`lı
- 2012: Seni Sevmeye Aşığım & Remixes

### EPs
- 2019: O'rient
- 2020: Evolution
- 2021: Aşk Ülkesi
- 2021: Geceleri Bi' De Bana Sor
- 2021: Yalnız Bir Şehir
- 2021: Opia
- 2021: Rüya
- 2021: Senin İçin

### Singles
| - 2005: Yastayım - 2005: Dön Diyemedim - 2006: Aşkların En Güzeli - 2006: Çok Yorgunum Kaptan - 2006: Dök Zülfünü - 2006: Geberiyorum - 2007: Cennet - 2007: Yolun Açık Olsun - 2007: İsyan - 2007: Gidemem - 2007: Yarim Yarim - 2008: Aklım Sende Kalır - 2008: Sen Söyle Hayat - 2008: Hoptirinom - 2008: Güneş Topla - 2008: Bizim Şarkımız - 2008: Gül Ki - 2008: Biri Bana Gelsin (Original: Eleana Papaioannou – Tesseris Kai Misi) - 2009: Son Aşkım - 2009: Takvim - 2009: Götür Beni Gittiğin Yere - 2010: Üzüm - 2010: Kızım - 2010: Kadınım - 2010: Bunları Boşver - 2010: Vefası Eksik Yarim - 2010: Kalp Kırılsa Da Sever - 2011: Yanındayım - 2011: Mehtabın Rengi - 2011: Ayrılsak Ölürüz Biz - 2012: Unutmuş Çoktan - 2012: Sevmeye Aşığım - 2012: Yanına Kalmaz - 2013: Esirinim - 2013: Yarabbim - 2013: Git - 2014: Sarıl Bana - 2014: Büyük Oyun - 2014: Kalbe Kiralık Aşklar - 2015: Talihimin Döndüğü Yok - 2015: Yıllarım Gitti - 2015: Vazgeçtin - 2015: Adio Kerida - 2016: Farketmeden - 2016: Uzun Kavak - 2016: Sarıyer Marşı - 2016: Vur Kadehi Ustam - 2016: Bir Demet Yasemen - 2017: Özledim | - 2017: Aşkın Mevsimi Olmaz Ki - 2017: Getir Bana Dertlerini - 2017: Devriliyorsam - 2017: Yaz - 2018: Reva - 2018: Sen Elimden Tut - 2018: Çabuk Olalım Aşkım - 2019: İçimdeki Hazine - 2019: Sensin - 2019: Sönmek Bilmiyor - 2019: Geçmiyor Günler - 2020: İmkansız - 2020: Göklerde Kartal Gibiydim - 2020: Çocuklar Gibi - 2020: Ağır Yaralı - 2020: Mazlum - 2021: Fikrimin İnce Gülü - 2021: Sorarlarsa - 2021: Eski Toprak - 2021: Melankoli - 2021: Hüküm - 2021: Rüya - 2021: Yürüyorum Dikenlerin Üstünde - 2021: Senin İçin - 2021: Aşka Bi' Yol - 2022: Enkaz - 2022: Beni Başkası Anlayamaz - 2023: Bu Kafayla - 2023: İstek - 2023: Gözlerin - 2023: Uzaklar - 2023: Tünel - 2023: Kandırdın Beni Hayat - 2023: Hoşçakal - 2023: Yak Gemileri - 2024: Parça Parça - 2024: Sevgi - 2024: İçimdeki Yankı - 2024: Cinayet - 2024: 50. Yıl Şafak Marşı - 2024: Cesur Ol - 2024: İnan Öyle - 2025: Nâkâm - 2025: Gümüş Kurşun - 2025: Yollar - 2025: Esir - 2025: Üzmez Mi - 2025: Hadi̇ - 2025: Sürüyle - 2025: İçin Rahat Olsun |

### Zusammenarbeit mit anderen Künstlern
| - 1997: Anatolia (von Pentagram – Hintergrundstimme) - 2002: Kuşadası (mit Eda Berker) - 2006: Ezan, Çan, Hazan (mit Aysun Kocatepe & TRT Gençlik Korosu) - 2007: Rakkas (mit Sultana & Enbe Orkestrası) - 2008: Kalp Kalbe Karşı (mit Aslı Güngör) - 2009: Dön Gel Yeter (mit Aslı Güngör) - 2009: Son Sevdiğim (mit Meyra) - 2010: Ay Yüzlüm (mit Ozan Doğulu) - 2010: Seni Sensiz Seveceğim (mit Petek Dinçöz) - 2011: Ona Yanarım (mit Ahmet Selçuk İlkan & Selami Şahin) - 2014: Silinmeyen Hatıralar (mit Catwork Project) - 2014: Haydi Gel Benimle Ol (mit Catwork Project) - 2015: Düştüm Ben Yollara (mit Volga Tamöz) | - 2016: Sana Söz Verdim (mit Kürşat Başar) - 2016: Yalan Dünya (mit Catwork Project) - 2017: Günah (mit Volga Tamöz) - 2017: Sarı Çizmeli Mehmet Ağa (mit Ozan Doğulu) - 2018: Sana Ne (mit Enbe Orkestrası) - 2018: Padam Padam (mit Deniz Çevik) - 2018: Gözler Kalbin Aynasıdır (mit Ahmet Selçuk İlkan) - 2021: Yalnızlığın Ezgisi (mit Onur Can Özcan, bereits 2017 solo veröffentlicht) - 2021: Yaklaşmayın (mit Taner Kaya) - 2022: Aşkından Ölsem (mit Neşe Seçil) - 2023: Yüzleşme (mit Arzuxanım) - 2024: Minnettarım (mit Elnar Xelilov) - 2024: Takılma (mit Çiğdem Talu Çetinsoy) |

### Mit Hüseyin Karadayı
- 2008: İnleyen Nagmeler (mit Ege Çubukçu)
- 2008: Mihriban, I Luv U (mit Irmak Ünal)
- 2009: Anlamazdın
- 2009: Gönül
- 2010: Biz Ayrılamayız
- 2010: Böyle Ayrılık Olmaz
- 2010: Yalan (Is It A Lie)
- 2013: Sultan Süleyman

## Filmografie
Filme
- 2022: Dokunma Hurdacının Kızı

## Auszeichnungen
- 2006: Kral Türkiye Müzik Award in der Kategorie Bester Newcomer
- 2008: Kral Türkiye Müzik Award in der Kategorie Bester Pop-Musiker
- 2008: Altın Kelebek Award in der Kategorie Bester Pop-Sänger